# Adolf Klügmann

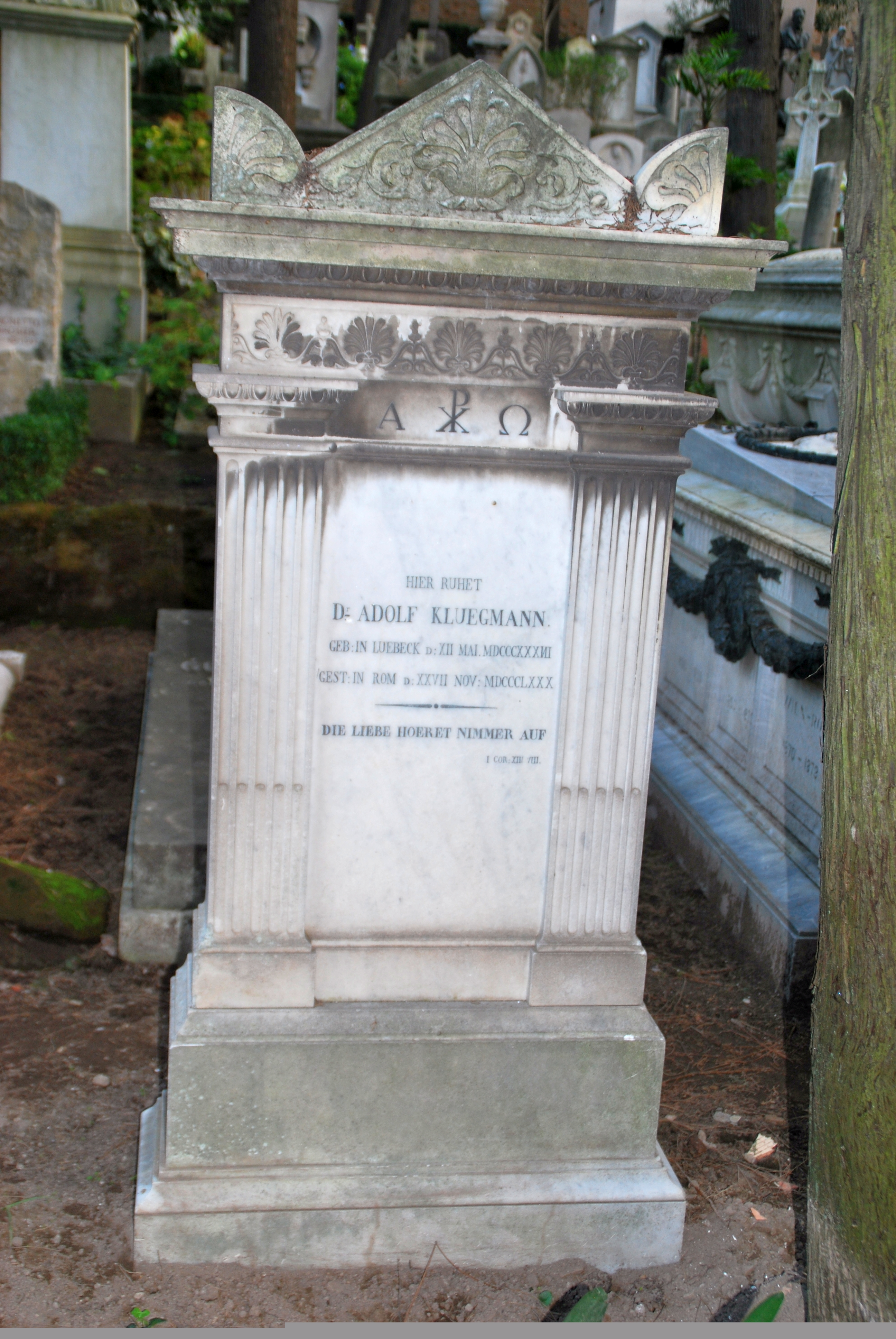
Grab Klügmanns auf dem Protestantischen Friedhof in Rom.

Johann Adolf Klügmann (* 12. Mai 1837 in Lübeck; † 27. November 1880 in Rom) war ein deutscher Klassischer Archäologe und Numismatiker.
Adolf Klügmann wurde als Sohn des Direktors der lübeckischen Handelsschule, Johann Christian Klügmann, und Anna Katharina Susanna, einer geborenen Thee, geboren. Er ist Bruder von Karl Peter Klügmann. Er studierte zunächst bei Otto Jahn an der Universität Bonn, später in Berlin und Göttingen. Aufgrund seiner angeschlagenen Gesundheit hielt er sich seit 1861 die meiste Zeit seines Lebens in Rom auf. Seit 1873 arbeitete er ohne Bezahlung als Bibliothekar für das Kaiserliche Archäologische Institut. 1878 übernahm er zudem die Bearbeitung des von Eduard Gerhard begonnenen Projektes Etruskische Spiegel, das wiederum nach Klügmanns Tod von Gustav Körte zu Ende geführt wurde. Seine Funktion als Bibliothekar nahm danach der Zweite Direktor Wolfgang Helbig wahr, was zu einem spürbaren Qualitätsverlust in diesem Bereich führte. Neben den etruskischen Spiegeln forschte Klügmann zur römischen Numismatik, zur antiken Mythologie, insbesondere Amazonendarstellungen, sowie zur Griechischen Vasenmalerei. Der Klügmann-Maler bekam nach ihm seinen Notnamen. Klügmann wurde auf dem Protestantischen Friedhof in Rom bestattet.

## Schriften
- Die Amazonen in der attischen Literatur und Kunst. Eine archaeologische Abhandlung. W. Spemann, Stuttgart 1875, (Digitalisat).
- mit Gustav Körte: Etruskische Spiegel. Band 5. Reimer, Berlin 1881–1897, (Digitalisat; Nachdruck: de Gruyter, Berlin u. a. 1974).